# Tour de Pologne 1990
47. edycja wyścigu kolarskiego Tour de Pologne odbyła się w dniach 7–15 września 1990. Rywalizację rozpoczęło 108 kolarzy, a ukończyło 63. Łączna długość wyścigu – 1204 km.
Pierwsze miejsce w klasyfikacji generalnej zajął Mieczysław Karłowicz (JZS Jelcz), drugie Grigorji Isczenko (ZSRR), a trzecie Tomasz Brożyna (Korona). 
Wyścig odniósł sukces zarówno pod względem organizacyjnym, jak i sportowym. Zyskał nowych sponsorów: Polskie Stronnictwo Ludowe, OPZZ, oraz firmy OZAL, WIMAR i INTERSPOERT sprawili, że na mecie czekał nie jeden jak dotychczas, a trzy maluchy. Samochody otrzymało trzech najlepszych na mecie wyścigu. 
Sędzią głównym wyścigu był Leon Wiśniewski (ZSRR).

## Etapy
| Etap           | Data        | Start - meta                | Długość (km)                     | Typ         | Zwycięzca etapu      | Lider                |
| I etap         | 7 września  | dookoła Krynicy             | 134                              | górski      | Adam Szafron         | Adam Szafron         |
| II etap        | 8 września  | Krynica - Krosno            | 180                              | górski      | Grigorji Isczenko    | Grigorji Isczenko    |
| III etap       | 9 września  | Krosno – Dębica             | 166                              | pagórkowaty | Grzegorz Gronkiewicz | Grigorji Isczenko    |
| IV etap        | 10 września | Dębica - Tarnów             | 155                              | pagórkowaty | Andrzej Maćkowski    | Mieczysław Karłowicz |
| V etap (cz.I)  | 11 września | Jaworze - Gębiczyna         | 10 (jazda ind. na czas pod górę) | pagórkowaty | Tomasz Brożyna       | Mieczysław Karłowicz |
| V etap (cz.II) | 11 września | dookoła Dębicy              | 88 (trasa okrężna)               | płaski      | Robert Długosz       | Mieczysław Karłowicz |
| VI etap        | 12 września | Parkosz - Gębiczyna         | 105                              | pagórkowaty | Jan Leśniewski       | Mieczysław Karłowicz |
| VII etap       | 13 września | Dębica - Skarżysko-Kamienna | 186                              | płaski      | Andrzej Maćkowski    | Mieczysław Karłowicz |
| VIII etap      | 14 września | Kielce - Starachowice       | 153                              | płaski      | Ireneusz Matusiak    | Mieczysław Karłowicz |
| IX etap        | 15 września | Wiśniówka                   | 30 (jazda ind. na czas)          | płaski      | Andrzej Barszcz      | Mieczysław Karłowicz |

## Końcowa klasyfikacja generalna

### Klasyfikacja indywidualna
| Poz. | Zawodnik             | Kraj   | Zespół           | Czas (średnia km/h)       |
| ---- | -------------------- | ------ | ---------------- | ------------------------- |
| 1.   | Mieczysław Karłowicz | Polska | JZS Jelcz        | 29h 38' 47" (40,610 km/h) |
| 2.   | Grigorji Isczenko    | ZSRR   | ZSRR             | +00' 24"                  |
| 3.   | Tomasz Brożyna       | Polska | Korona           | +00' 44"                  |
| 4.   | Piotr Korab          | Polska | Dolmel Wrocław   | +01' 00"                  |
| 5.   | Zbigniew Piątek      | Polska | Korona           | +01' 02"                  |
| 6.   | Artur Krasiński      | Polska | PZKol            | +03' 35"                  |
| 7.   | Walentin Taran       | ZSRR   | ZSRR             | +03' 51"                  |
| 8.   | Adam Wolański        | Polska | Korona           | +03' 51"                  |
| 9.   | Mariusz Bilewski     | Polska | PZKol            | +04' 06"                  |
| 10.  | Sławomir Frejowski   | Polska | Gwardia Katowice | +04' 40"                  |

### Klasyfikacja drużynowa
| 1. | Korona Wimar Kielce | 388 pkt |
| 2. | Dolmel Wrocław      | 422 pkt |
| 3. | DSS ZSRR            | 484 pkt |
| 4. | PZKol-Kadra         | 509 pkt |
| 5. | Gwardia Katowice    | 584 pkt |

### Klasyfikacja najaktywniejszych
| 1. | Andrzej Maćkowski   | Polska | 50 pkt |
| 2. | Andrzej Barszcz     | Polska | 27 pkt |
| 3. | Krystian Zajdel     | Polska | 14 pkt |
| 4. | Piotr Korab         | Polska | 12 pkt |
| 5. | Sylwester Szturnoga | Polska | 11 pkt |

### Klasyfikacja punktowa
(od 2005 roku koszulka granatowa)
| 1. | Mieczysław Karłowicz | Polska | 91 pkt  |
| 2. | Zbigniew Piątek      | Polska | 110 pkt |
| 3. | Piotr Korab          | Polska | 112 pkt |
| 4. | Walentin Taran       | ZSRR   | 149 pkt |
| 5. | Artur Wylęgała       | Polska | 154 pkt |

### Klasyfikacja górska
| 1. | Piotr Korab          | Polska | 22 pkt |
| 2. | Mieczysław Karłowicz | Polska | 18 pkt |
| 3. | Kazimierz Stafiej    | Polska | 11 pkt |
| 4. | Marek Cieślak        | Polska | 9 pkt  |
| 5. | Mariusz Walentyn     | Polska | 6 pkt  |